# Planet Earth
"Planet Earth" (Planeta Tierra) es el título de un poema escrito por Michael Jackson, redactado por su palabra para el álbum This Is It, que fue lanzado el 26 de octubre de 2009.
El poema ya se ha podido leer antes, en la contraportada del álbum Dangerous, en 1991.
Track #13 del Disco "This Is It".